# World Amputee Football Federation
La World Amputee Football Federation (in italiano Federazione calcistica mondiale per amputati), meglio nota con l'acronimo WAFF, è un'associazione calcistica che raccoglie le squadre nazionali di tutto il mondo. Ad essa afferisce l'organizzazione della Campionato mondiale di calcio per amputati.

## Federazioni affiliate
Queste sono le nazionali affiliate:
Africa
- Angola
- Ghana
- Kenya
- Liberia
- Malawi
- Nigeria[3][4]
- Ruanda
- Sierra Leone
- Tanzania
- Uganda

America
- Argentina
- Brasile
- Colombia
- Costa Rica
- Ecuador
- El Salvador
- Haiti
- Honduras
- Giamaica
- Messico
- Perù
- Stati Uniti
- Uruguay

Asia
- Cambogia
- Iran
- Giappone
- Libano
- Nepal
- Thailandia
- Turchia
- Uzbekistan
- Vietnam

Europa
- Belgio
- Inghilterra
- Francia
- Georgia
- Germania
- Grecia
- Irlanda[5]
- Italia
- Polonia
- Russia
- Scozia
- Spagna
- Ucraina

Oceania
- Indonesia
- Malaysia